# Satz von Bishop
Der Satz von Bishop ist ein Lehrsatz des mathematischen Teilgebiet der Funktionalanalysis, der auf eine Arbeit des US-amerikanischen Mathematikers Errett Bishop aus dem Jahr 1961 zurückgeht. Er ist eng mit dem Approximationssatz von Stone-Weierstraß verbunden, welchen er als unmittelbare Folge nach sich zieht und damit verallgemeinert. Der bishopsche Satz lässt sich mit Hilfe der Sätze von Krein-Milman, Hahn-Banach und Banach-Alaoglu herleiten.

## Formulierung des Satzes
Er lässt sich angeben wie folgt:
Gegeben seien ein kompakter Hausdorff-Raum {\displaystyle X\neq \emptyset } und dazu die Funktionenalgebra {\displaystyle C=C(X,\mathbb {C} )} der stetigen komplexwertigen Funktionen {\displaystyle f\colon X\to \mathbb {C} }.

Darin sei eine abgeschlossene Unteralgebra {\displaystyle A\subseteq C} gegeben und weiter ein {\displaystyle g\in C}.

{\displaystyle A} enthalte die konstanten Funktionen und darüber hinaus gelte folgende Bedingung:
 Ist {\displaystyle E\subseteq X} irgend eine maximale {\displaystyle A}-antisymmetrische Teilmenge, so gibt es stets ein {\displaystyle f\in A} mit {\displaystyle g(x)=f(x)} für alle {\displaystyle x\in E}.

Dann ist {\displaystyle g\in A}.

### Erläuterungen und Anmerkungen
- Die Funktionenalgebra {\displaystyle C} ist wie üblich mit der Supremumsnorm versehen.
- Abgeschlossenheit innerhalb der Funktionenalgebra {\displaystyle C} ist im Sinne der aus der Supremumsnorm erwachsenden Topologie der gleichmäßigen Konvergenz zu verstehen.
- In der Funktionenalgebra {\displaystyle C} ist {\displaystyle A\subseteq C} genau dann eine Unteralgebra, wenn {\displaystyle A} ein linearer Unterraum von {\displaystyle C} ist und zudem die Eigenschaft hat, dass für je zwei {\displaystyle f_{1}\in A} und {\displaystyle f_{2}\in A} stets auch für die durch komplexe Multiplikation entstehende Funktion {\displaystyle f_{1}f_{2}\colon X\to \mathbb {C} \;,\;x\mapsto f_{1}(x)f_{2}(x)\;,\;} in {\displaystyle A} enthalten ist.
- Eine Teilmenge {\displaystyle E\subseteq X} wird {\displaystyle A}-antisymmetrisch genannt, wenn jedes {\displaystyle f\in A} mit {\displaystyle f(E)\subseteq {\mathbb {R} }} stets eine konstante Funktion ist.
- Eine maximale {\displaystyle A}-antisymmetrische Teilmenge ist eine solche, welche von keiner anderen {\displaystyle A}-antisymmetrischen  Teilmenge echt umfasst wird.
- Jede maximale {\displaystyle A}-antisymmetrische Teilmenge ist innerhalb des topologischen Raums {\displaystyle X} abgeschlossen.
- Das Mengensystem aller maximalen {\displaystyle A}-antisymmetrischen Teilmenge bildet eine Zerlegung von {\displaystyle X}.
- Den Approximationssatz von Stone-Weierstraß gewinnt man aus dem Satz von Bishop, indem man berücksichtigt, dass wegen der beim Approximationssatz gemachten Voraussetzungen keine {\displaystyle A}-antisymmetrische Teilmenge zwei oder mehr Punkte enthalten kann.

## Das Lemma von Machado
Zum Satz von Bishop und zum Approximationssatz von Stone-Weierstraß hat der brasilianische Mathematiker Silvio Machado ein Lemma geliefert, mit dem er diese Resultate auf neuem Wege hergeleitet und verallgemeinert hat. Es ergibt sich auf nichtkonstruktivem Wege, nämlich unter Anwendung des zornschen Lemmas. Das Lemma von Machado lässt sich angeben wie folgt:
Gegeben seien ein Hausdorffraum {\displaystyle X\neq \emptyset } und dazu die Funktionenalgebra {\displaystyle C_{0}=C_{0}(X,\mathbb {K} )} der im Unendlichen verschwindenden stetigen Funktionen {\displaystyle f\colon X\to \mathbb {K} }, wobei {\displaystyle {\mathbb {K} }} der Körper der reellen Zahlen oder der Körper der komplexen Zahlen sein möge.

Weiterhin sei {\displaystyle A} eine abgeschlossene Unteralgebra von {\displaystyle C_{0}} und {\displaystyle f_{0}\in C_{0}} .

Dann gilt:
Es existiert eine nichtleere abgeschlossene {\displaystyle A}-antisymmetrische Teilmenge {\displaystyle E\subseteq X} mit der Eigenschaft, dass hinsichtlich der zugehörigen Distanzfunktionen die Gleichung {\displaystyle {\operatorname {dist} }_{E}(f_{0},A)={\operatorname {dist} }_{X}(f_{0},A)} erfüllt ist.

### Erläuterungen und Anmerkungen
- In der Funktionenalgebra {\displaystyle C_{0}} gelten hinsichtlich Norm und Topologie die gleichen Gegebenheiten wie oben.
- Man sagt von einer (stetigen) Funktion {\displaystyle f\colon X\to \mathbb {K} }, dass sie im Unendlichen verschwindet, wenn zu jeder beliebigen positiven Zahl {\displaystyle \epsilon } eine kompakte Teilmenge {\displaystyle C\subseteq X} existiert, so dass für {\displaystyle x\in {X\setminus C}} stets {\displaystyle |f(x)|<\epsilon } erfüllt ist.
- Für eine Teilmenge {\displaystyle S\subseteq X} und eine Funktion {\displaystyle f\in C_{0}} ist hierbei {\displaystyle {\operatorname {dist} }_{S}(f,A)=\inf _{g\in A}\|f-g\|_{S}}, wobei {\displaystyle \|f\|_{S}=\sup _{x\in S}|f(x)|} bedeutet und {\displaystyle |\cdot |} die Betragsfunktion ist.

### Eine verallgemeinerte Fassung des Approximationssatzes von Stone-Weierstraß
Sie besagt:
Hat die im Lemma von Machado auftretende abgeschlossene Unteralgebra {\displaystyle A\subseteq C_{0}} die im Approximationssatz genannten allgemeinen Eigenschaften, so ist {\displaystyle A=C_{0}}.
Das heißt:.
Für jede abgeschlossene Unteralgebra {\displaystyle A\subseteq C_{0}}, welche die folgenden drei Eigenschaften hat, nämlich:
 1. dass zu je zwei verschiedenen {\displaystyle x,y\in X} ein {\displaystyle f\in A} existiert mit {\displaystyle f(x)\neq f(y)},
 2. dass zu jedem {\displaystyle x\in X} ein {\displaystyle g\in A} existiert mit {\displaystyle g(x)\neq 0},
 3. dass – im Falle {\displaystyle \mathbb {K} =\mathbb {C} } – mit jedem {\displaystyle f\in A} auch die zugehörige konjugiert-komplexe Funktion {\displaystyle {\overline {f}}\colon X\to \mathbb {K} ,x\mapsto {\overline {f(x)}},} in {\displaystyle A} enthalten ist,

gilt auch schon {\displaystyle A=C_{0}}.